# Iron Thunder
Iron Thunder (Originaltitel I Bought a Vampire Motorcycle) ist ein britischer Horrorfilm aus dem Jahr 1990 von Dirk Campbell.

## Handlung
Eine Motorradbande tötet während eines satanischen Rituals einen Okkultisten mit einer Armbrust. Während des Rituals ergreift ein bösartiger Geist Besitz von einem beschädigten Motorrad. Dieses beschädigte Motorrad wird bei einem Händler von Noddy erworben. Als seine Freundin Kim ihn fragt, wie teuer das Motorrad war, belügt er sie hinsichtlich des Preises. Da das Motorrad einige Schäden aufweist, versucht er diese gemeinsam mit seinem Freund Buzzer und Kim zu beheben. Besonders der Kraftstofftank ist kaputt, sodass sie diesen ersetzen müssen. Als Buzzer beschließt, den Tankdeckel zu stehlen, wird er vom verfluchten Motorrad enthauptet. Am Tatort trifft Noddy auf einen Inspektor, der nach Knoblauch riecht und sehr abergläubisch ist. In der folgenden Nacht hat Noddy Albträume von Buzzer. Um auf andere Gedanken zu kommen, geht er mit Kim in eine Kneipe. Wenig später betreten zehn Mitglieder einer radikalen Motorradbande die Kneipe. Einer der Biker beschließt, mit seiner Armbrust auf die Kneipe zu schießen. Ein weiterer baggert Kim an, als diese aber seine Annäherungsversuche ablehnt, wird er aggressiv und es kommt zur Schlägerei zwischen den Bikern und Noddy und Kim. Die Schlägerei endet damit, dass Noddy von einem Bolzen verletzt wird.
Einige Zeit später fahren Noddy und Kim mit dem Motorrad durch die Stadt und beschließen spontan, chinesisches Essen zu bestellen. Als Kim Knoblauchgarnelen bestellt, fährt das Motorrad von alleine mit ihr los. Unter einer Brücke wirft es sie ab und unternimmt Annäherungsversuche. Als es ein Kruzifix um ihren Hals bemerkt, flüchtet das Motorrad zurück zur Kneipe, wo ein Mitglied der Motorradbande versucht, es zu stehlen. Das Motorrad sticht dem Anführer mit einem großen Metalldorn ins Bein und schleudert ihn dann auf einige Graffitikünstler. Anschließend richtet das Motorrad ein Gemetzel unter den Bikern an und lässt von ihnen nur Roach am Leben. Noddy erfährt, dass Kim ins Krankenhaus gebracht wurde. Als er ankommt, schildert sie scheinbar unter Trance dem Inspektor die Geschehnisse. Noddy geht zu einem Priester, der ebenfalls ein Motorrad besitzt. Die beiden fahren zur Garage, wo Noddys Motorrad aufbewahrt wird. Der Priester glaubt Noddy zunächst nicht, wird dann aber überzeugt, als er sieht, wie sich das Motorrad dagegen wehrt, ins Sonnenlicht geschoben zu werden. Der Priester kann schließlich feststellen, dass das Motorrad von Vampirismus besessen ist. Daher beschließt er, einen Exorzismus durchzuführen. Er drückt Kim ein Kruzifix und Knoblauch in die Hand, da er glaubt, das Motorrad werde sie schon bald wieder aufsuchen.
Als es zur Verfolgungsjagd kommt, kann das vampirische Motorrad mittels Telepathie das Motorrad, auf dem Noddy und der Priester sitzen, lahmlegen. Daher setzen sie die Verfolgung im Taxi und im Bus fort. Auf jeden Fall müssen sie das verfluchte Motorrad vor Einbruch der Dunkelheit finden. Sie schaffen es schließlich, das Motorrad einzufangen, und beginnen mit dem Exorzismus. Währenddessen ereignen sich um Noddy und den Priester übernatürliche Ereignisse. Schlussendlich besprüht der Priester das Motorrad mit Weihwasser, worauf dieses eine knallrote Farbe annimmt. Das Motorrad kann wieder entkommen und daher stiehlt Noddy ein Polizeimotorrad, um die Verfolgung aufzunehmen. Dabei wird der Polizist, der eigentliche Besitzer, beinahe vom verfluchten Motorrad überfahren. Dem Motorrad gelingt die Flucht, als es senkrecht eine Wand hinunterfährt, und es steuert schließlich Richtung Krankenhaus, um Kim zu töten. Dabei tötet es zuerst einen Krankenhausangestellten. Kim kann das Motorrad erfolgreich mit dem Kruzifix in die Flucht schlagen. Der Priester und der Inspektor werden nun Zeugen, wie das Motorrad Roach attackiert.
Nun beschließt es, Noddy zu töten. Dabei verfängt es sich allerdings mit dem Vorderrad an einer Brücke. Noddy nutzt die Chance und wirft das Fahrrad ins Wasser. Doch das Motorrad nimmt wieder die rote Farbe an und entkommt aus dem Gewässer. Noddy flüchtet in ein Fitnessstudio, dicht gefolgt vom Motorrad, das nun die Sportler im Fitnessstudio attackiert. Noddy nutzt die Gelegenheit und schlägt auf das Motorrad ein. Das Motorrad täuscht seinen Tod vor, nur um im nächsten Augenblick alle Menschen zu attackieren. Gemeinsam schaffen sie es, das Motorrad ins Sonnenlicht zu schieben. Daraufhin schmilzt es und Kim will erneut wissen, was das Motorrad kostete. Zurück in Noddys Werkstatt tropft Blut auf den alten Kraftstofftank des Motorrads, der daraufhin aufspringt.

## Hintergrund

### Produktion
Das Drehbuch entstammt der Feder von Mycal Miller und John Wolskel, zwei ehemaligen Filmredakteuren von Central Television. Die beiden übernahmen außerdem die Produktion. Miller war für den Filmschnitt verantwortlich. Die Idee zum Film entstand nach einer Vorführung von Central Television von Sam Raimi. Das Budget lag bei geschätzten 320.000 £. Die Dreharbeiten fanden in Birmingham statt.
Regisseur Dirk Campbell erklärte, er „wollte, dass der Film wie ein ernsthafter Horrorfilm aussieht, ein düsterer, düsterer, realistischer Look, der die heruntergekommenen Seitenstraßen von Birmingham nutzt, sodass einem nichts ins Auge springt, was darauf hindeutet, dass es sich um eine Komödie handelt.“ Zufälligerweise stammten drei der Hauptdarsteller, Neil Morrissey, Michael Elphick und David Daker, aus der Comedy-Drama-Serie Boon von Central Television, die sich ebenfalls um Motorräder drehte.

### Veröffentlichung
Die Darstellung der Frauen im Film führte dazu, dass ihm eine Vorführung beim Avoriaz International Fantasy Film Festival verweigert wurde. Nigel Floyd beschrieb diese Szenen im Film im The Monthly Film Bulletin als „fragwürdig“, wobei „herausschauende Aufnahmen von Kims Brüsten, Hintern und Schritt, aus der Sicht des Motorrads gesehen, übersehen werden könnten, da sie mit dem jugendlichen Ton des Films übereinstimmen.“ Weiter kritisiert er, dass „es keine Rechtfertigung dafür gibt, die Szene aufzunehmen, in der das Motorrad eine hochhackige Prostituierte durch eine dunkle Gasse verfolgt.“
Schließlich erschien der Film am 17. Februar 1990 auf dem Black Sunday Film Festival. In Deutschland hatte der Film am 8. Mai 1994 auf ProSieben seine Free-TV-Premiere.

## Rezeption
„Schrille, streckenweise durchaus originelle Persiflage auf das Genre des Vampirfilms.“

„Trashige No-Budget-Produktion über ein Vampir-Zweirad, das nach Blut lechzt.“

Auf Horror Page wird der große Anteil von Splatterszenen gelobt und es wird jedem Horrorbegeisterten empfohlen, sich den Streifen anzugucken. Gelobt wird außerdem der britische Humor. Die Handlung wird als „ganz unterhaltsam aber nicht sonderlich originell“ gewertet. Die Schauspieler spielen nach Meinung der Seite „nicht wirklich gut, allerdings wird sie auch keiner aufgrund ihrer Leistungen beschimpfen.“ Kritisiert wird die deutschsprachige Synchronfassung, da die „Stimmen hinten und vorne nicht zu den Schauspielern passen und in einigen Szenen wurde sogar die Originalstimmen verwendet“. Final wird  er als ein „gelungener Film, der mit Splatterszenen nicht sparsam ist und somit ist es mein Geheimtipp an Freunde des Genres“ empfunden.
Im Audience Score, der Zuschauerwertung auf Rotten Tomatoes, hat der Film bei mehr als 500 Abstimmungen eine Wertung von 53 %. In der Internet Movie Database hat der Film bei knapp 1.500 Stimmabgaben eine Wertung von 5,5 von 10,0 möglichen Sternen (Stand: Oktober 2023).

## Trivia
Im Rahmen der Sendereihe Die schlechtesten Filme aller Zeiten (SchleFaZ) wurde der Film am 8. Dezember 2023 auf Tele 5 von Oliver Kalkofe und Peter Rütten präsentiert.